# Tesla Model S
La Tesla Model S è un'autovettura berlina a 5 porte di segmento F a propulsione elettrica dotata di batteria agli ioni di litio ricaricabile, prodotta dalla casa automobilistica statunitense Tesla dal 22 giugno 2012 in California.
È la prima berlina elettrica di lusso della storia a essere prodotta in serie.
Nel corso degli anni è stata proposta con batterie di varie capienze (da 40 a 100 kWh) e di conseguenza con differenti livelli di autonomia (da 224 a 629 km, secondo lo standard statunitense EPA). Originariamente veniva costruita con un motore elettrico montato sull'asse posteriore, successivamente è stata affiancata dalla versione AWD denominata Dual Motor, dotata di due motori elettrici, uno per ogni asse e dalla più potente versione Performance, quest'ultima con il Ludicrous Mode come optional.

## Storia

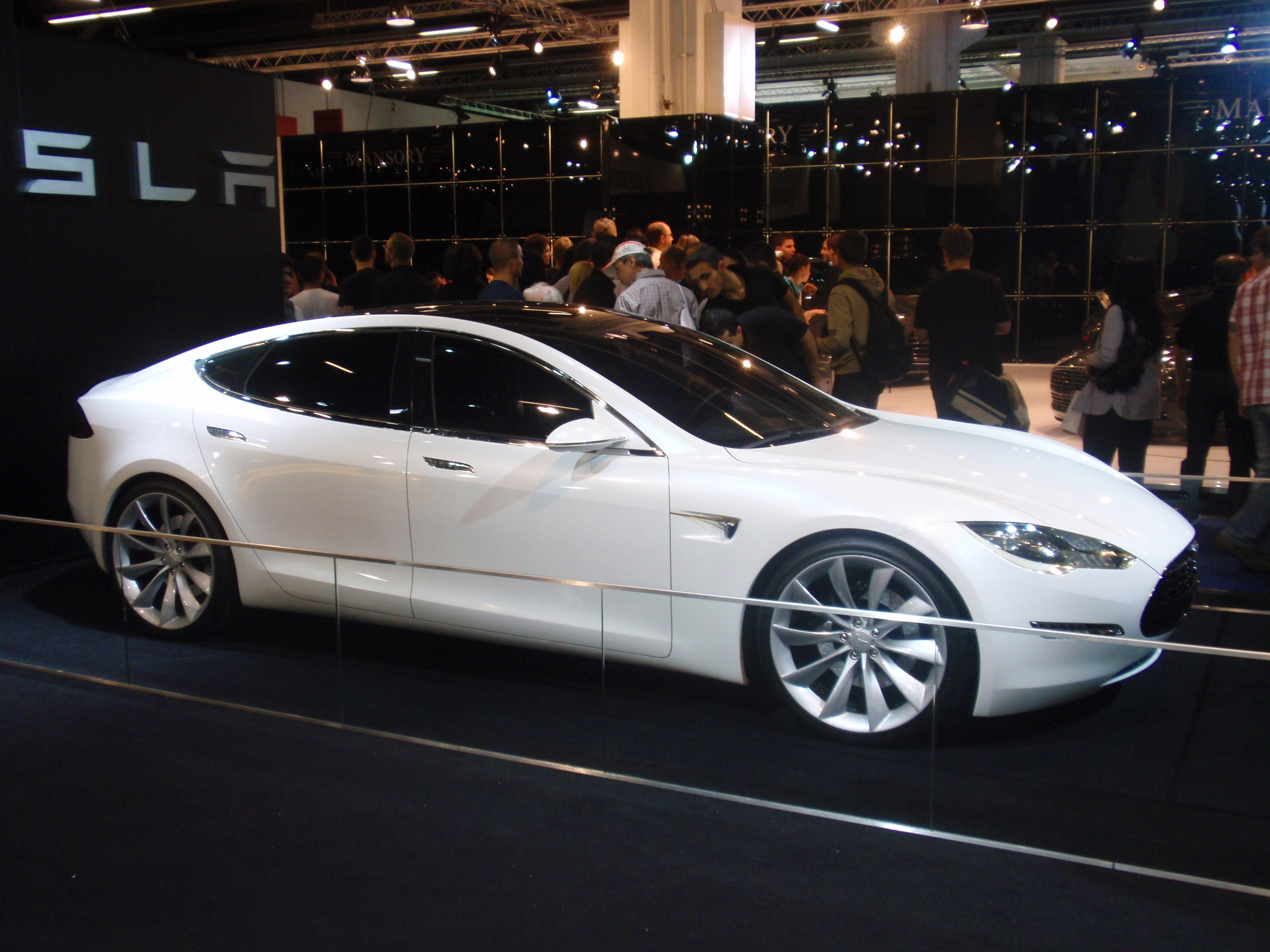
Il prototipo al Salone dell'automobile di Francoforte del 2009

La vettura, nome in codice White Star., nasce dalla volontà dell'azienda di creare la prima berlina con motore elettrico alimentata esclusivamente tramite batterie ricaricabili destinata a una produzione in serie. Ciò ha reso progettisti e designer liberi dai vincoli imposti da motore termico, organi di trasmissione e di scarico nel loro lavoro. Nasce così una piattaforma all'epoca inedita, costituita da una batteria sottile ma larga quanto l'auto, posta tra i due assi. Il motore elettrico è poco voluminoso e posizionato sull'asse posteriore. Questo design garantisce all'auto stabilità abbassando notevolmente il baricentro, oltre a donare maggiore volume all'abitacolo e al bagagliaio rispetto a un'auto con motore termico.
L'aerodinamica ha rappresentato un concetto fondamentale nel piano di sviluppo della Model S, come lo è in linea generale per il settore automotive, dato che va a influire direttamente sui consumi di energia. Da qui si sviluppa un design caratterizzato da linee pulite e levigate, con il fondo piatto e le maniglie delle portiere a scomparsa, garantendo alla Model S un CX di 0,24.

## Design

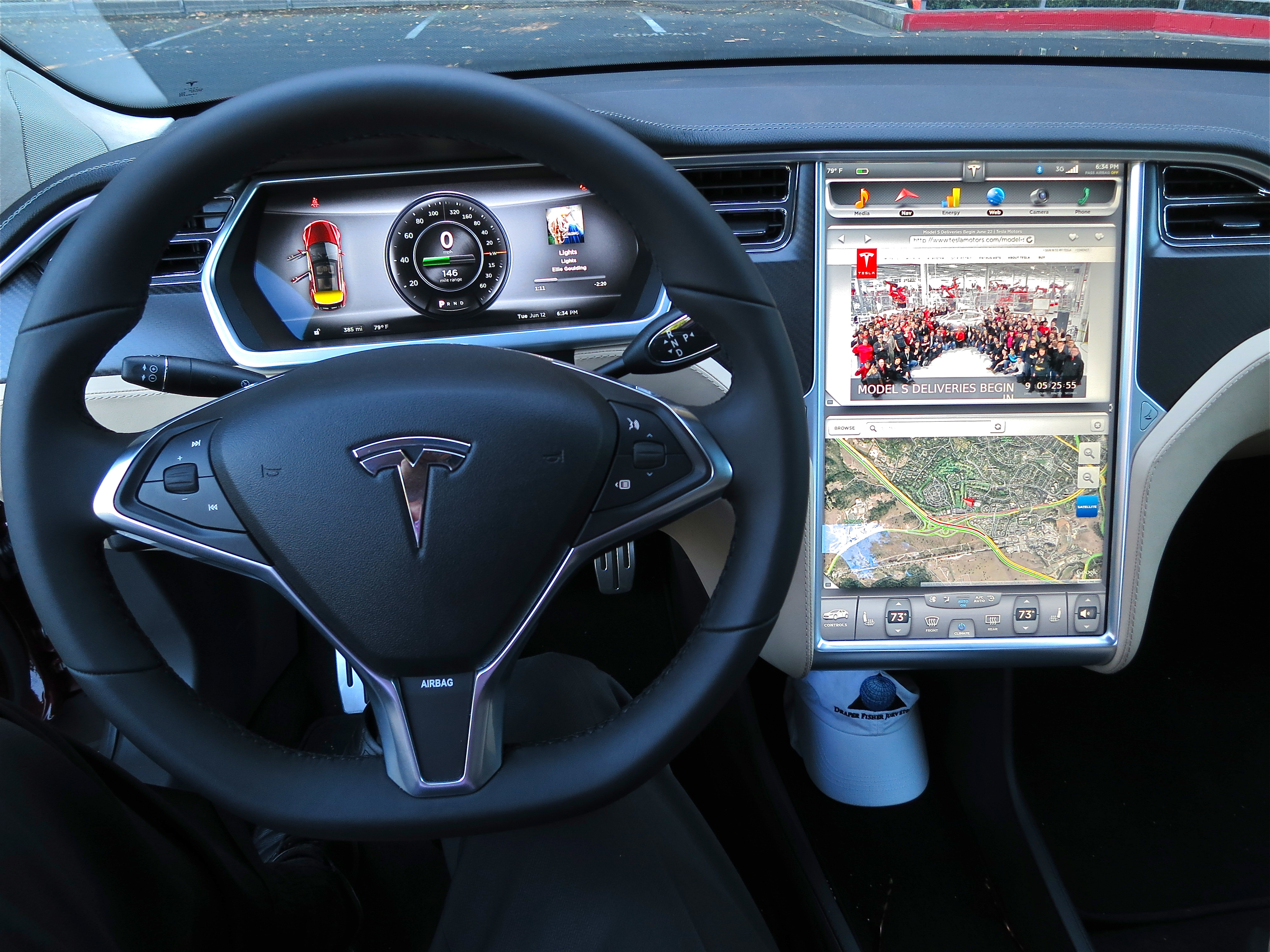
Posto guida

Il design della Model S porta la firma di Franz von Holzhausen, che in precedenza lavorò per Volkswagen, GM e Mazda. La Model S fu annunciata in un comunicato stampa del 30 giugno 2008. Il prototipo è stato mostrato al pubblico per la prima volta il 26 marzo 2009 al Salone dell'automobile di Francoforte.
Il design degli interni è minimalista e caratterizzato dalla presenza sul cruscotto di soli due tasti fisici, uno per attivare l'hazard e uno per aprire il vano portaoggetti. Il resto dei comandi è confluito nel display da 17 pollici posto verticalmente al centro della plancia. Un secondo display è montato nella classica posizione dietro il volante ed un terzo è montato nella parte posteriore del tunnel centrale.
Dal 2017 la pelle dei sedili e dei rivestimenti interni è sintetica, solo il volante continua a essere rivestito in cuoio.
L'assenza del motore sotto il cofano anteriore ha permesso di creare un secondo bagagliaio.
Inizialmente era prevista l'opzione di due posti aggiuntivi rivolti contro il senso di marcia, nel bagagliaio posteriore, adatti a due bambini.

## Caratteristiche tecniche
Il pacco batterie è composto da molteplici celle agli ioni di litio 18650 in serie e parallelo tra di loro, raggiungendo così una tensione del pacco pari a circa 400 V.
Nelle varianti ad alte prestazioni denominate Performance è proposto come optional il Ludicrous Mode, un aggiornamento software che permette alla batteria di rilasciare la massima potenza erogabile, amplificando le prestazioni in accelerazione e ripresa.
La Model S è dotata del sistema di guida assistita di livello 2 denominato Autopilot, che consente al mezzo di operare in alcune circostanze senza l'ausilio del guidatore, grazie alla componentistica hardware di 1 radar, 8 telecamere e 12 sensori a ultrasuoni. È allo studio un sistema di intelligenza artificiale in grado di portare il livello di guida autonoma a 5, denominato Full Self Driving. L'insieme di telecamere e sensori è utilizzato anche dal sistema Sentry Mode, che consente di registrare su pen drive tutto ciò che si svolge in prossimità dell'auto; questo sistema si è rivelato utile in alcuni casi di incidente o vandalismo, potendo risalire all'autore e alla dinamica dell'atto.
Con la Model S si possono ricevere gli aggiornamenti software over the air, come con tutte le altre auto Tesla, grazie alla connettività 4G e Wi-Fi di cui è dotata di serie. A settembre 2019 è stato rilasciato l'aggiornamento V10.0.

## Evoluzione
La produzione iniziò nel luglio 2012 a Fremont, in California con le prime consegne negli Stati Uniti d'America, mentre in Europa è arrivata più di un anno dopo, nell'agosto 2013, a cominciare da Norvegia, Svizzera e Paesi Bassi. Nel giugno 2015 Elon Musk, CEO di Tesla, dichiarò che tutte le Model S in circolazione avevano percorso oltre 1 miliardo di miglia (1,6 miliardi di chilometri), evitando l'emissione di più di mezzo milione di tonnellate di anidride carbonica. Tesla ha comunicato che il 68% delle Model S sono destinate al Nordamerica, il 25% all'Europa e il 7% all'Asia..
Nel 2016 la Model S ha subìto modifiche alla drive unit, con l'introduzione del motore elettrico da 320 CV di potenza abbinato alla batteria da 60 kWh, con 400 km di autonomia, disponibile anche in versione Dual Motor. Entrambe queste versioni sono aggiornabili over the air alla capienza di 75 kWh.
Le vendite globali sorpassarono quota 100 000 nel dicembre 2015. Dalla fine del 2014 è commercializzata una nuova versione denominata Dual Motor, riconoscibile dalla lettera D posta dopo il numero che identifica la taglia della batteria (per esempio 85D). Dotata di due motori elettrici indipendenti e trazione integrale, con incrementi in termini di velocità e accelerazione. Dal 2017 Model S è disponibile solo in declinazione Dual Motor a trazione integrale.
Il 2017 vede Model S superare nelle vendite Mercedes-Benz Classe S, BMW Serie 7 e Audi A8 sia negli Stati Uniti che in Europa.

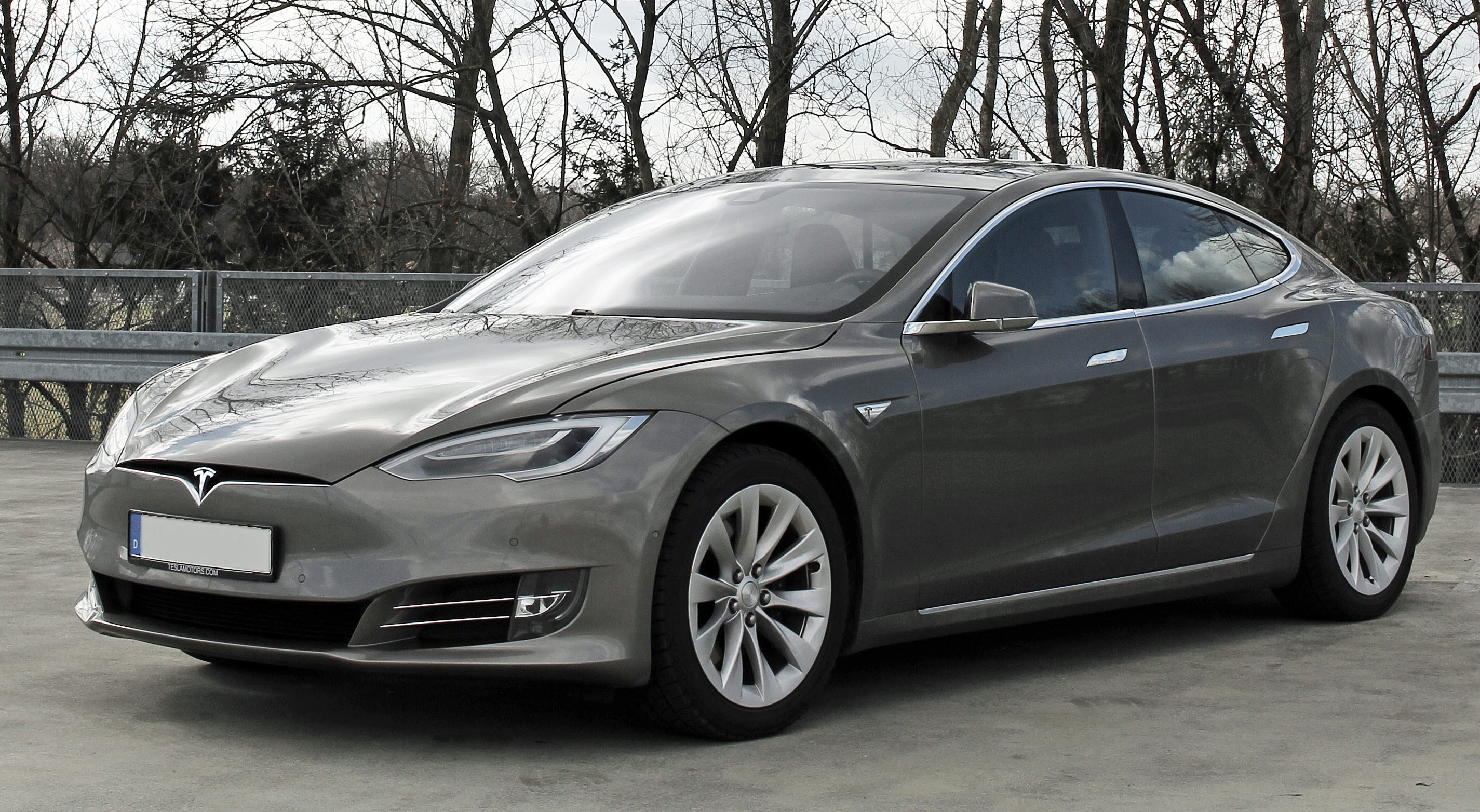
Model S restyling 2016

### Restyling 2016
Nell'aprile 2016, la Model S è stata sottoposta a un restyling che ha introdotto un nuovo paraurti anteriore, con la perdita della finta calandra e l'arrivo di nuovi fari anteriori adattivi a matrice di LED. Internamente i cambiamenti estetici riguardano nuovi sedili ventilati e finiture inedite. È stato potenziato il caricabatterie per rendere la ricarica più rapida. Infine, è stato aggiornato il filtro dell'abitacolo, ora di qualità ospedaliera e certificato HEPA, denominato Bioweapon Defense Mode.

### "Progetto Plaid" e restyling 2021

Model S restyling 2021

Elon Musk ha confermato che svilupperà per la produzione una nuova variante ad alte prestazioni, denominata Plaid. Si tratterebbe della Model S P100D+ che nei mesi di settembre e ottobre 2019 è stata protagonista di lunghi e intensivi test al circuito tedesco del Nürburgring. La vettura in prova era equipaggiata con tre motori elettrici e presentava importanti modifiche ad assetto e aerodinamica: freni carbo-ceramici ad alta resistenza, carreggiate allargate, cerchi maggiorati con pneumatici semi-slick, presa d'aria anteriore più ampia, sfoghi d'aria dietro ai parafanghi anteriori e uno spoiler maggiorato. Un altro prototipo montava anche un secondo grande spoiler sul portellone posteriore.
A gennaio 2021 viene sottoposta un secondo leggero restyling sia esterno che interno, con modifiche anche alla parte elettrica e meccanica; contestualmente viene anche introdotta la versione più sportiva e prestazionale "Plaid".

## Versioni e produzione

### Modelli in produzione a luglio 2020[44]
| Versione         | Dual Motor | Tri-Motor                             |
| Denominazione    | Long Range | Plaid                                 |
| Batteria         | 100 kWh    | 100 kWh                               |
| ---------------- | ---------- | ------------------------------------- |
| Autonomia        | 634 (WLTP) | 600 (WLTP)                            |
| 0-100 km/h       | 3,2 s      | 2,1 s                                 |
| Velocità massima | 250 km/h   | 261 km/h (322 km/h con Track Package) |

Era prevista una versione denominata Plaid+, ma Elon Musk, tramite un tweet del 6 giugno 2021, ne ha annunciato la cancellazione.

### Modelli fuori produzione
| Versione         | Single Motor | Single Motor  | Single Motor | Single Motor | Single Motor | Dual Motor | Dual Motor | Dual Motor | Dual Motor | Dual Motor | Dual Motor | Dual Motor | Performance | Performance | Performance |
| Denominazione    | 40           | 60            | 70 | 75 | 85 | 60D | 70D | 75D | 85D | 90D | 100D | Standard Range | P85D | P90D | P100D |
| ---------------- | ------------ | ------------- | --- | --- | --- | --- | --- | --- | --- | --- | --- | --- | --- | --- | --- |
| Batteria         | 40 kWh       | 60 kWh        | 70 kWh | 75 kWh | 85 kWh | 60 kWh | 70 kWh | 75 kWh | 85 kWh | 90 kWh | 100 kWh | 75 kWh | 85 kWh | 90 kWh | 100 kWh |
| Autonomia        | 224 km (EPA) | 375 km (NEDC) | 420 km (NEDC) | 401 km (NEDC) | 502 km (NEDC) | 408 km (NEDC) | 442 km (NEDC) | 417 km (NEDC) | 528 km (NEDC) | 528 km (NEDC) | 632 km (NEDC) | 450 km (WLTP) | 480 km (NEDC) | 509 km (NEDC) | 613 km (NEDC) |
| 0-100 km/h       | 6,8 s        | 5,8 s         | 5,8 s | 5,8 s | 5,4 s | 5,4 s | 5,4 s | 5,4 s | 4,0 s | 4,4 s | 3,8 s | 4,2 s | 3,3 s | 3,3 s | 2,6 s |
| Velocità massima | 180 km/h     | 210 km/h      | 230 km/h | 225 km/h | 230 km/h | 210 km/h | 230 km/h | 225 km/h | 249 km/h | 250 km/h | 250 km/h | 250 km/h | 249 km/h | 249 km/h | 262 km/h |
| Supercharger     | No           | Optional      | Gratuito a vita per le auto ordinate prima del 15 gennaio 2017. Dal 15 gennaio 2017 furono resi disponibili 400 kWh all'anno di ricarica gratuita (circa 1600 km). | Gratuito a vita per le auto ordinate prima del 15 gennaio 2017. Dal 15 gennaio 2017 furono resi disponibili 400 kWh all'anno di ricarica gratuita (circa 1600 km). | Gratuito a vita per le auto ordinate prima del 15 gennaio 2017. Dal 15 gennaio 2017 furono resi disponibili 400 kWh all'anno di ricarica gratuita (circa 1600 km). | Gratuito a vita per le auto ordinate prima del 15 gennaio 2017. Dal 15 gennaio 2017 furono resi disponibili 400 kWh all'anno di ricarica gratuita (circa 1600 km). | Gratuito a vita per le auto ordinate prima del 15 gennaio 2017. Dal 15 gennaio 2017 furono resi disponibili 400 kWh all'anno di ricarica gratuita (circa 1600 km). | Gratuito a vita per le auto ordinate prima del 15 gennaio 2017. Dal 15 gennaio 2017 furono resi disponibili 400 kWh all'anno di ricarica gratuita (circa 1600 km). | Gratuito a vita per le auto ordinate prima del 15 gennaio 2017. Dal 15 gennaio 2017 furono resi disponibili 400 kWh all'anno di ricarica gratuita (circa 1600 km). | Gratuito a vita per le auto ordinate prima del 15 gennaio 2017. Dal 15 gennaio 2017 furono resi disponibili 400 kWh all'anno di ricarica gratuita (circa 1600 km). | Gratuito a vita per le auto ordinate prima del 15 gennaio 2017. Dal 15 gennaio 2017 furono resi disponibili 400 kWh all'anno di ricarica gratuita (circa 1600 km). | Gratuito a vita per le auto ordinate prima del 15 gennaio 2017. Dal 15 gennaio 2017 furono resi disponibili 400 kWh all'anno di ricarica gratuita (circa 1600 km). | Gratuito a vita per le auto ordinate prima del 15 gennaio 2017. Dal 15 gennaio 2017 furono resi disponibili 400 kWh all'anno di ricarica gratuita (circa 1600 km). | Gratuito a vita per le auto ordinate prima del 15 gennaio 2017. Dal 15 gennaio 2017 furono resi disponibili 400 kWh all'anno di ricarica gratuita (circa 1600 km). | Gratuito a vita per le auto ordinate prima del 15 gennaio 2017. Dal 15 gennaio 2017 furono resi disponibili 400 kWh all'anno di ricarica gratuita (circa 1600 km). |

## Vetture derivate

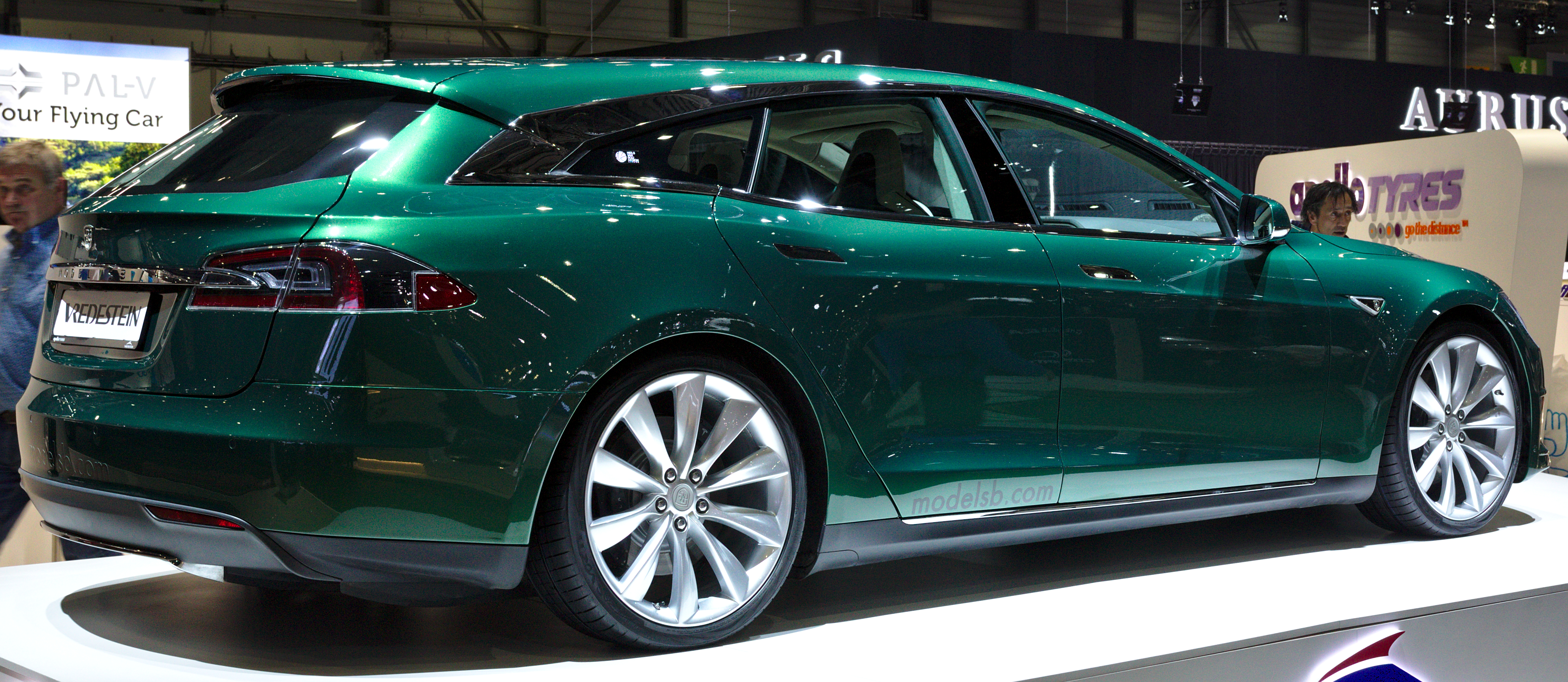
Una Tesla Model S shooting-brake

Nel 2016 l'olandese RemetzCar realizza il primo carro funebre su base Model S.
Nel 2018 il carrozziere britannico Qwest Norfolk produce una one-off in versione station-wagon della Model S per un cliente britannico.
Al Salone di Ginevra del 2019 è stata presentata una versione shooting-brake della Model S, nata dalla matita del designer olandese Niels van Roij e costruita nei Paesi Bassi dalla RemetzCar.
Nel 2019 è stato presentato un secondo carro funebre su base Model S, questa volta costruito dal norvegese Jan Erik Naley, specializzato in questo tipo di modifiche.

## Attività sportiva
Nel 2016 è stata avanzata l'idea di una serie di gare denominata Electric GT. La prima stagione sarebbe dovuta iniziare nel 2017, con la Model S P85D, ma fu posticipata all'anno successivo, questa volta con la Model S P100D Ludicrous opportunamente modificata per la competizione. Si prevedevano 20 auto per un totale di 10 team. Ad aprile 2020 non ci sono conferme che questa competizione abbia mai preso il via.